# Löpning 100 meter

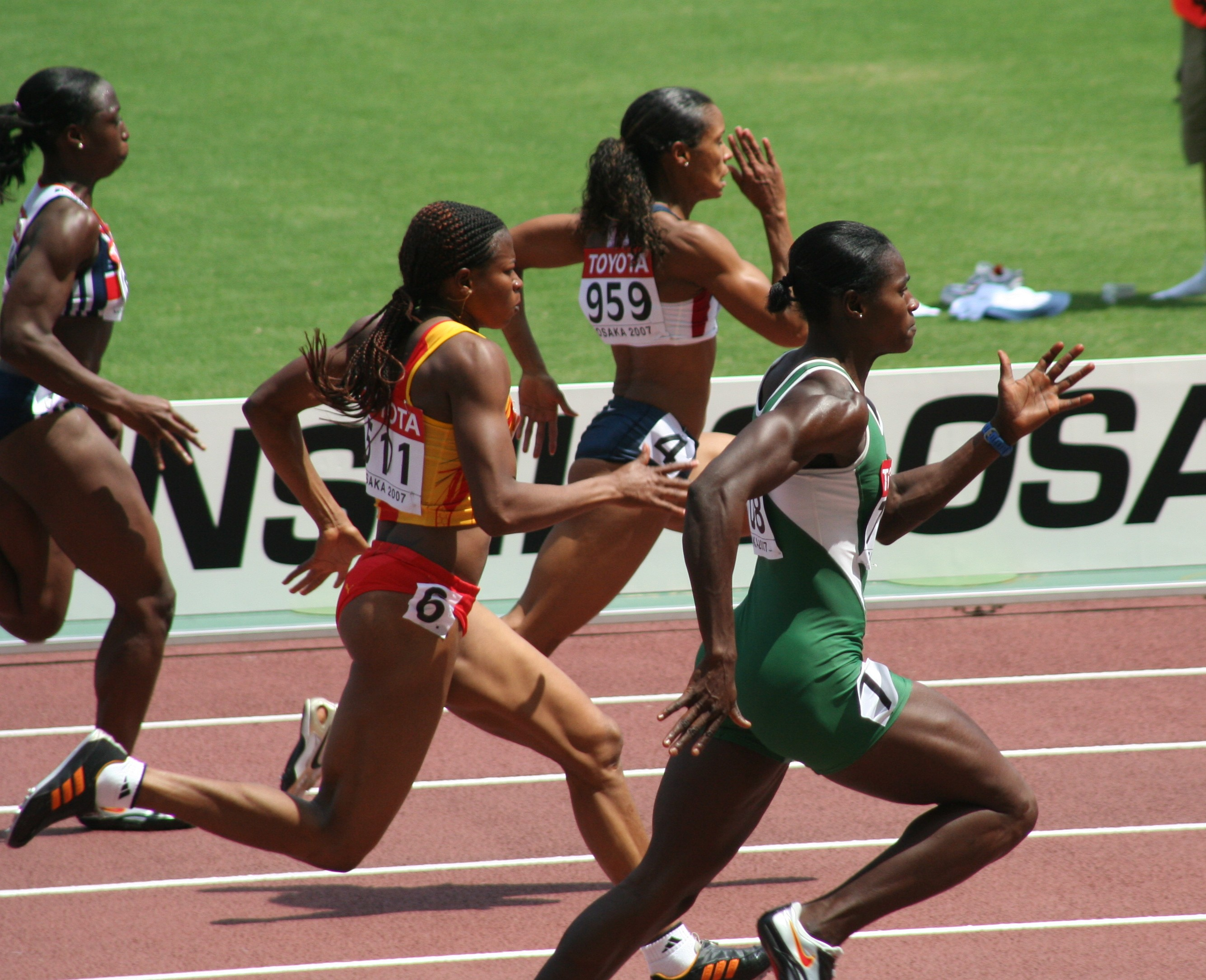
100-meterslopp vid VM i friidrott 2007.

100 meter är den kortaste löpdistansen vid friidrottstävlingar utomhus. 100 meter löps vid internationella tävlingar som OS, VM och EM i friidrott, lokala tävlingar som SM och Finnkampen samt galor som DN-galan och Diamond League.
För att ett resultat på 100 meter skall räknas som rekord måste loppet ha genomförts i högst 2,0 m/s medvind (någon gräns för motvind föreligger ej). Vidare måste löparen genomföra ett dopningstest med negativt resultat och inlämna målfoto till godkännande förbund. Ben Johnson från Kanada fick inte sin tid (9,79 sekunder) från OS i Seoul godkänd som världsrekord då hans dopningstest var positivt. Amerikanen Tyson Gay sprang 2008 på 9,68, världens då snabbaste lopp någonsin på distansen. Medvinden var dock för stark för att tiden skulle gälla som världsrekord.

## Historia

### Herrar
Förste man att springa 100 meter under 11 sekunder var britten Cecil Lee som 1892 noterade 10,8 sekunder. Först under 10 sekunder var amerikanen Jim Hines som 1968 sprang på 9,9 vid de amerikanska mästerskapen i Sacramento. Vid OS samma år löpte Hines på 9,95 i det första loppet under 10 sekunder med elektronisk tidtagning. Först under både 9,90 och 9,80 var kanadensaren Ben Johnson (9,83 1987 och 9,79 1988) men dessa rekord ströks ur resultatlistorna då Johnson gjort sig skyldig till dopningsbrott. Därför räknas Carl Lewis (9,86 1991) som förste man under 9,90 (Leroy Burrell sprang även han under 9,90 i samma lopp!) och Maurice Greene (9,79 1999) som förste man under 9,80. Usain Bolt från Jamaica blev förste man under 9,70 (med tiden 9,69 i OS-finalen i Peking 2008) och förste man under 9,60 (med tiden 9,58 den 16 augusti 2009 i VM-finalen i Berlin).
Jesse Owens världsrekord på 10,2 från 1936 stod sig i tjugo år - vilket i sig utgör ett världsrekord, inget annat världsrekord på 100 meter har stått sig lika länge. Asafa Powell är den löpare som sprungit under 10 sekunder vid flest tillfällen, 94 gånger i legala vindförhållanden. Flest lopp under 10 sekunder under en säsong innehar även samme Powell, med 15 gånger under säsongen 2008 dock Tangerat av amerikanen Michael Rodgers 2015. Flest mästerskapstitlar (OS eller VM) har Carl Lewis med 5 stycken. Lewis har, tillsammans med Greene, vunnit flest VM-guld, 3 stycken vardera. Usain Bolt har vunnit flest OS-guld, 3 stycken. Yngste mästaren är sydafrikanen Reggie Walker som var 19 år när han vann OS 1908. Äldst är Linford Christie som hade fyllt 33 år när han vann Stuttgart-VM 1993 på 9,87.
Nuvarande världsrekord lyder på 9,58 (VM i Berlin 2009) och innehas av Usain Bolt från Jamaica.

### Damer
Den första kvinna att sätta ett världsrekord var polsk-amerikanska Stanisława Walasiewicz som sprang på 11,7 1934. Walasiewicz (eller Stella Walsh som hon senare kallades) blev ihjälskjuten 1980 - och då upptäcktes det att hon var intersexuell. Först under 11 sekunder var DDR:s Renate Stecher som 1973 sprang på 10,9 sekunder. År 1977 blev Marlies Oelsner-Göhr, även hon östtyska, först att springa under 10,9 då hon noterade 10,88. Först under 10,80 var Evelyn Ashford 1983 med 10,79. Florence Griffith-Joyner blev 1988 först under 10,70, 10,60 och 10,50 i samma lopp när hon sprang på 10,49.
Flest lopp under 10,80 har världens genom tiderna näst snabbaste kvinna Marion Jones med 15 stycken. Yngsta mästare är Betty Robinson som var 16 år när hon vann OS 1928. Äldsta mästaren är Fanny Blankers-Koen från Nederländerna som var 30 år gammal när hon 1948 vann OS i London.
Mest framgångsrika kvinnliga 100 meters sprintern är jamaicanskan Shelly-Ann Fraser-Pryce, med sina 2 OS-guld (2008, 2012) samt 4 VM-guld (2009, 2013, 2015, 2019). Efter att ha vunnit brons vid OS 2016 blev hon den första kvinnan att vinna medalj på 100 meter i tre OS i följd.
Amerikanska sprinters har dominerat grenen på den manliga sidan den senaste tjugofemårsperioden genom USA:s Carl Lewis, Leroy Burrell, Dennis Mitchell, Maurice Greene, Tim Montgomery, Justin Gatlin, Tyson Gay med flera, Trinidads Ato Boldon, Jamaicas Asafa Powell och Usain Bolt samt Kanadas Donovan Bailey och Bruny Surin. Kortare perioder har även löpare från andra kontinenter hävdat sig väl, såsom Storbritanniens Linford Christie, Portugals Francis Obikwelu och Namibias Frankie Fredericks. I stafettsammanhang har USA dominerat stort, främsta utmanarna har varit Storbritannien och Kanada.
I Europa har brittiska sprinters som Linford Christie, Jason Gardener, Darren Campbell och Dwain Chambers dominerat. På senare år har dock den nigeriafödde portugisen Francis Obikwelu varit överlägsen. Nordens främste har varit Norges Geir Moen, som bland annat vann silver i EM 1994.
Bland damerna har icke-amerikanska löpare hävdat sig bättre, exempelvis löpare från Ryssland och Ukraina ehuru de mest framträdande alltjämt kommit från den amerikanska kontinenten; Shelly-Ann Fraser-Pryce, Merlene Ottey från Jamaica samt Gail Devers och Marion Jones från USA. Vid inomeuropeiska tävlingar har, förutom ryskor och ukrainskor, löpare från Belarus och Grekland varit framgångsrika.

## Rekord, damer
| Område       | Resultat | Löpare                   | Land                | Stad, datum               |
| ------------ | -------- | ------------------------ | ------------------- | ------------------------- |
| Världsrekord | 10,49    | Florence Griffith-Joyner | Förenta Staterna    | Indianapolis 16 juli 1988 |
| Afrika       | 10,79    | Blessing Okagbare        | Nigeria             | London 27 juli 2013       |
| Asien        | 10,79    | Xuemei Li                | Folkrepubliken Kina | Shanghai 18 oktober 1997  |
| Europa       | 10,73    | Christine Arron          | Frankrike           | Budapest 19 augusti 1998  |
| Nordamerika  | 10,49    | Florence Griffith-Joyner | Förenta Staterna    | Indianapolis 16 juli 1988 |
| Oceanien     | 11,12    | Melinda Gainsford-Taylor | Australien          | Sestriere 31 juli 1994    |
| Sydamerika   | 11,05    | Ana Claudia Lemos        | Brasilien           | Belém 12 maj 2013         |
| Norden       | 11,10    | Ezinne Okparaebo         | Norge               | London 4 augusti 2012     |
| Sverige      | 11,16    | Linda Haglund            | Sverige             | Moskva 26 juli 1980       |
| Finland      | 11,13    | Helinä Marjamaa          | Finland             | Lahtis 19 juli 1983       |

### Mästerskapsrekord
| Tävling          | Resultat | Löpare                   | Land             | Stad, datum              |
| ---------------- | -------- | ------------------------ | ---------------- | ------------------------ |
| Olympiskt rekord | 10,62    | Florence Griffith-Joyner | Förenta Staterna | Seoul 24 september 1988  |
| VM-rekord        | 10,70    | Marion Jones             | Förenta Staterna | Sevilla 22 augusti 1999  |
| EM-rekord        | 10,73    | Christine Arron          | Frankrike        | Budapest 19 augusti 1998 |
| SM-rekord        | 11,24    | Linda Haglund            | Sverige          | Skövde 1981              |

## Rekord, herrar
| Område       | Resultat | Löpare                        | Land               | Stad, datum                                  |
| ------------ | -------- | ----------------------------- | ------------------ | -------------------------------------------- |
| Världsrekord | 9,58     | Usain Bolt                    | Jamaica            | Berlin 16 augusti 2009                       |
| Afrika       | 9,85     | Olusoji A. Fasuba             | Nigeria            | Doha 12 maj 2006                             |
| Asien        | 9,83     | Bingtian Su                   | Kina               | Tokyo OS 1 augusti 2021                      |
| Europa       | 9,86     | Francis Obikwelu Jimmy Vicaut | Portugal Frankrike | Aten 22 augusti 2004 Saint Denis 4 juli 2015 |
| Nordamerika  | 9,58     | Usain Bolt                    | Jamaica            | Berlin 16 augusti 2009                       |
| Oceanien     | 9,93     | Patrick Johnson               | Australien         | Mito 5 maj 2003                              |
| Sydamerika   | 10,00    | Robson Caetano da Silva       | Brasilien          | Mexico City 22 juli 1988                     |
| Norden       | 9,99     | Jaysuma Saidy Ndure           | Norge              | Lausanne 30 juni 2011                        |
| Sverige      | 10,08    | Henrik Larsson                | Sverige            | Graz 12 maj 2024                             |
| Finland      | 10,12    | Samuli Samuelsson             | Finland            | Kuortane 17 juni 2023                        |

### Mästerskapsrekord
| Tävling          | Resultat | Löpare           | Land     | Stad, datum             |
| ---------------- | -------- | ---------------- | -------- | ----------------------- |
| Olympiskt rekord | 9,63     | Usain Bolt       | Jamaica  | London 5 augusti 2012   |
| VM-rekord        | 9,58     | Usain Bolt       | Jamaica  | Berlin 16 augusti 2009  |
| EM-rekord        | 9,99     | Francis Obikwelu | Portugal | Göteborg 8 augusti 2006 |
| SM-rekord        | 10,13    | Henrik Larsson   | Sverige  | Söderhamn 28 juli 2023  |

#### Underkända rekord
- Världs- och nordamerikanskt rekord: Justin Gatlin stod länge officiellt som delad rekordinnehavare i världen och i Nordamerika, dock utan att hans tid räknades som nationellt rekord i Förenta staterna. Gatlin stängdes av under två år för dopningsbrott.
- Olympiskt rekord: Kanadas Ben Johnson vann OS 1988 på tiden 9,79 men fråntogs senare segern och rekordet till följd av dopningsbrott.
- EM-rekord: Storbritanniens Dwain Chambers vann EM 2002 på tiden 9,96 men fråntogs senare segern och rekordet till följd av dopningsbrott.

## Bästa loppen genom tiderna
|   | Tid  | Löpare       | Land    | Stad, datum                |
| - | ---- | ------------ | ------- | -------------------------- |
| 1 | 9,58 | Usain Bolt   | Jamaica | Berlin 16 augusti 2009     |
| 2 | 9,63 | Usain Bolt   | Jamaica | London 5 augusti 2012      |
| 3 | 9,69 | Usain Bolt   | Jamaica | Peking 16 augusti 2008     |
| 3 | 9,69 | Tyson Gay    | USA     | Shanghai 20 september 2009 |
| 3 | 9,69 | Yohan Blake  | Jamaica | Lausanne 23 augusti 2012   |
| 6 | 9,71 | Tyson Gay    | USA     | Berlin 16 augusti 2009     |
| 7 | 9,72 | Usain Bolt   | Jamaica | New York 31 maj 2008       |
| 7 | 9,72 | Asafa Powell | Jamaica | Lausanne 2 september 2008  |
| 9 | 9,74 | Asafa Powell | Jamaica | Rieti 9 september 2007     |

## Olympiska spel, sedan 1976
| OS               | OS     | Guld                                                                                 | Guld       | Silver                   | Silver     | Brons                         | Brons      |
| ---------------- | ------ | ------------------------------------------------------------------------------------ | ---------- | ------------------------ | ---------- | ----------------------------- | ---------- |
| Montréal 1976    | Damer  | Annegret Richter (FRG)                                                               | 11,08      | Renate Stecher (DDR)     | 11,13      | Inge Helten (FRG)             | 11,17      |
| Montréal 1976    | Herrar | Hasely Crawford (TTO)                                                                | 10,06      | Don Quarrie (JAM)        | 10,07      | Valerij Borzov (CCCP)         | 10,14      |
|                  |        |                                                                                      |            |                          |            |                               |            |
| Moskva 1980      | Damer  | Ludmila Kondratjeva (CCCP)                                                           | 11,06      | Marlies Göhr (DDR)       | 11,07      | Ingrid Auerswald (DDR)        | 11,14      |
| Moskva 1980      | Herrar | Allan Wells (GBR)                                                                    | 10,25      | Silvio Leonard (CUB)     | 10,25      | Petar Petrov (BUL)            | 10,42      |
|                  |        |                                                                                      |            |                          |            |                               |            |
| Los Angeles 1984 | Damer  | Evelyn Ashford (USA)                                                                 | 10,97      | Alice Brown (USA)        | 11,13      | Merlene Ottey (JAM)           | 11,16      |
| Los Angeles 1984 | Herrar | Carl Lewis (USA)                                                                     | 9,99       | Sam Graddy (USA)         | 10,19      | Ben Johnson (CAN)             | 10,22      |
|                  |        |                                                                                      |            |                          |            |                               |            |
| Seoul 1988       | Damer  | Florence Griffith-Joyner (USA)                                                       | 10,54      | Evelyn Ashford (USA)     | 10,83      | Heike Drechsler (DDR)         | 10,85      |
| Seoul 1988       | Damer  | * Florence Griffith-Joyner noterade MR i kvartsfinalen då hon löpte på 10,62         |            |                          |            |                               |            |
| Seoul 1988       | Herrar | Carl Lewis (USA)                                                                     | 9,92 (MR)  | Linford Christie (GBR)   | 9,97       | Calvin Smith (USA)            | 9,99       |
| Seoul 1988       | Herrar | * Ben Johnson (Kanada) vann loppet på 9,79 (VR) men diskvalificerades p.g.a. dopning |            |                          |            |                               |            |
|                  |        |                                                                                      |            |                          |            |                               |            |
| Barcelona 1992   | Damer  | Gail Devers (USA)                                                                    | 10,82      | Juliet Cuthbert (JAM)    | 10,83      | Irina Privalova (OSS)         | 10,84      |
| Barcelona 1992   | Herrar | Linford Christie (GBR)                                                               | 9,96       | Frankie Fredericks (NAM) | 10,02      | Dennis Mitchell (USA)         | 10,04      |
|                  |        |                                                                                      |            |                          |            |                               |            |
| Atlanta 1996     | Damer  | Gail Devers (USA)                                                                    | 10,94      | Merlene Ottey (JAM)      | 10,94      | Gwen Torrence (USA)           | 10,96      |
| Atlanta 1996     | Herrar | Donovan Bailey (CAN)                                                                 | 9,84 (VR)  | Frankie Fredericks (NAM) | 9,89       | Ato Boldon (TTO)              | 9,90       |
|                  |        |                                                                                      |            |                          |            |                               |            |
| Sydney 2000      | Damer  | Marion Jones (USA)                                                                   | 10,75      | Ekaterini Thanou (GRE)   | 11,12      | Tanya Lawrence (JAM)          | 11,18      |
| Sydney 2000      | Herrar | Maurice Greene (USA)                                                                 | 9,87       | Ato Boldon (TTO)         | 9,99       | Obadele Thompson (BAR)        | 10,04      |
|                  |        |                                                                                      |            |                          |            |                               |            |
| Aten 2004        | Damer  | Julia Nesterenko (BLR)                                                               | 10,93      | Lauryn Williams (USA)    | 10,96      | Veronica Campbell (JAM)       | 10,97      |
| Aten 2004        | Herrar | Justin Gatlin (USA)                                                                  | 9,85       | Francis Obikwelu (POR)   | 9,86 (ER)  | Maurice Greene (USA)          | 9,87       |
|                  |        |                                                                                      |            |                          |            |                               |            |
| Peking 2008      | Damer  | Shelly-Ann Fraser (JAM)                                                              | 10,78 (PB) | Sherone Simpson (JAM)    | 10,98      | Kerron Stewart (JAM)          | 10,98      |
| Peking 2008      | Herrar | Usain Bolt (JAM)                                                                     | 9,69 (VR)  | Richard Thompson (TTO)   | 9,89 (PB)  | Walter Dix (USA)              | 9,91 (PB)  |
|                  |        |                                                                                      |            |                          |            |                               |            |
| London 2012      | Damer  | Shelly-Ann Fraser (JAM)                                                              | 10,75      | Carmelita Jeter (USA)    | 10,78 (SB) | Veronica Campbell-Brown (JAM) | 10,81 (SB) |
| London 2012      | Herrar | Usain Bolt (JAM)                                                                     | 9,63 (MR)  | Yohan Blake (JAM)        | 9,75 (=PB) | Justin Gatlin (USA)           | 9,79 (PB)  |
|                  |        |                                                                                      |            |                          |            |                               |            |
| Rio 2016         | Damer  | Elaine Thompson (JAM)                                                                | 10,71      | Tori Bowie (USA)         | 10,83      | Shelly-Ann Fraser-Pryce (JAM) | 10,86 (SB) |
| Rio 2016         | Herrar | Usain Bolt (JAM)                                                                     | 9,81 (SB)  | Justin Gatlin (USA)      | 9,89       | Andre De Grasse (CAN)         | 9,91 (PB)  |

## Världsmästerskap
| VM               | VM     | Guld                                                                                       | Guld       | Silver                        | Silver      | Brons                                         | Brons     |
| ---------------- | ------ | ------------------------------------------------------------------------------------------ | ---------- | ----------------------------- | ----------- | --------------------------------------------- | --------- |
| Helsingfors 1983 | Damer  | Marlies Göhr (DDR)                                                                         | 10,97      | Marita Koch (DDR)             | 11,02       | Diane Williams (USA)                          | 11,06     |
| Helsingfors 1983 | Herrar | Carl Lewis (USA)                                                                           | 10,07      | Calvin Smith (USA)            | 10,21       | Emmit King (USA)                              | 10,24     |
|                  |        |                                                                                            |            |                               |             |                                               |           |
| Rom 1987         | Damer  | Silke Möller (DDR)                                                                         | 10,90 (CR) | Heike Drechsler (DDR)         | 11,00       | Merlene Ottey (JAM)                           | 11,04     |
| Rom 1987         | Herrar | Carl Lewis (USA)                                                                           | 9,93 (WR)  | Raymond Stewart (JAM)         | 10,08       | Linford Christie (GBR)                        | 10,14     |
| Rom 1987         | Herrar | * Ben Johnson (Kanada) vann loppet på 9,83 (WR) men diskvalificerades 1989 p.g.a. dopning. |            |                               |             |                                               |           |
|                  |        |                                                                                            |            |                               |             |                                               |           |
| Tokyo 1991       | Damer  | Katrin Krabbe (GER)                                                                        | 10,99      | Gwen Torrence (USA)           | 11,03       | Merlene Ottey (JAM)                           | 11,06     |
| Tokyo 1991       | Damer  | * Merlene Ottey noterade CR i kvartsfinalen då hon löpte på 10,89                          |            |                               |             |                                               |           |
| Tokyo 1991       | Herrar | Carl Lewis (USA)                                                                           | 9,86 (WR)  | Leroy Burrell (USA)           | 9,88 (PB)   | Dennis Mitchell (USA)                         | 9,91 (PB) |
|                  |        |                                                                                            |            |                               |             |                                               |           |
| Stuttgart 1993   | Damer  | Gail Devers (USA)                                                                          | 10,82 (CR) | Merlene Ottey (JAM)           | 10,82 (=CR) | Gwen Torrence (USA)                           | 10,89     |
| Stuttgart 1993   | Herrar | Linford Christie (GBR)                                                                     | 9,87 (ER)  | Andre Cason (USA)             | 9,92 (PB)   | Dennis Mitchell (USA)                         | 9,99      |
|                  |        |                                                                                            |            |                               |             |                                               |           |
| Göteborg 1995    | Damer  | Gwen Torrence (USA)                                                                        | 10,85      | Merlene Ottey (JAM)           | 10,94       | Irina Privalova (RUS)                         | 10,96     |
| Göteborg 1995    | Herrar | Donovan Bailey (CAN)                                                                       | 9,97       | Bruny Surin (CAN)             | 10,03       | Ato Boldon (TTO)                              | 10,03     |
|                  |        |                                                                                            |            |                               |             |                                               |           |
| Aten 1997        | Damer  | Marion Jones (USA)                                                                         | 10,83      | Zhanna Pintusevitj (UKR)      | 10,85       | Savatheda Fynes (BAH)                         | 11,03     |
| Aten 1997        | Herrar | Maurice Greene (USA)                                                                       | 9,86 (=CR) | Donovan Bailey (CAN)          | 9,91        | Tim Montgomery (USA)                          | 9,94      |
|                  |        |                                                                                            |            |                               |             |                                               |           |
| Sevilla 1999     | Damer  | Marion Jones (USA)                                                                         | 10,70 (CR) | Inger Miller (USA)            | 10,79       | Ekaterini Thánou (GRE)                        | 10,84     |
| Sevilla 1999     | Herrar | Maurice Greene (USA)                                                                       | 9,80 (CR)  | Bruny Surin (CAN)             | 9,84 (=NR)  | Dwain Chambers (GBR)                          | 9,97 (PB) |
|                  |        |                                                                                            |            |                               |             |                                               |           |
| Edmonton 2001    | Damer  | Zhanna Pintusevitj (UKR)                                                                   | 10,82      | Marion Jones (USA)            | 10,85       | Ekaterini Thánou (GRE)                        | 10,91     |
| Edmonton 2001    | Herrar | Maurice Greene (USA)                                                                       | 9,82       | Bernard Williams (USA)        | 9,94        | Ato Boldon (TTO)                              | 9,98      |
|                  |        |                                                                                            |            |                               |             |                                               |           |
| Paris 2003       | Damer  | Torri Edwards (USA)                                                                        | 10,93      | Zhanna Pintusevitj (UKR)      | 10,99       | Chandra Sturrup (BAH)                         | 11,02     |
| Paris 2003       | Herrar | Kim Collins (KNA)                                                                          | 10,07      | Darrel Brown (TTO)            | 10,07       | Darren Campbell (GBR)                         | 10,08     |
|                  |        |                                                                                            |            |                               |             |                                               |           |
| Helsingfors 2005 | Damer  | Lauryn Williams (USA)                                                                      | 10,93      | Veronica Campbell (JAM)       | 10,95       | Christine Arron (FRA)                         | 10,98     |
| Helsingfors 2005 | Herrar | Justin Gatlin (USA)                                                                        | 9,88       | Michael Frater (JAM)          | 10,05       | Kim Collins (KNA)                             | 10,05     |
|                  |        |                                                                                            |            |                               |             |                                               |           |
| Osaka 2007       | Damer  | Veronica Campbell (JAM)                                                                    | 11,01      | Lauryn Williams (USA)         | 11,01       | Carmelita Jeter (USA)                         | 11,02     |
| Osaka 2007       | Herrar | Tyson Gay (USA)                                                                            | 9,85       | Derrick Atkins (BAH)          | 9,91 (NR)   | Asafa Powell (JAM)                            | 9,96      |
|                  |        |                                                                                            |            |                               |             |                                               |           |
| Berlin 2009      | Damer  | Shelly-Ann Fraser (JAM)                                                                    | 10,73 (SB) | Kerron Stewart (JAM)          | 10,75 (PB)  | Carmelita Jeter (USA)                         | 10,90     |
| Berlin 2009      | Herrar | Usain Bolt (JAM)                                                                           | 9,58 (WR)  | Tyson Gay (USA)               | 9,71 (NR)   | Asafa Powell (JAM)                            | 9,84      |
|                  |        |                                                                                            |            |                               |             |                                               |           |
| Daegu 2011       | Damer  | Carmelita Jeter (USA)                                                                      | 10,90      | Veronica Campbell-Brown (JAM) | 10,97       | Kelly-Ann Baptiste (TRI)                      | 10,98     |
| Daegu 2011       | Herrar | Yohan Blake (JAM)                                                                          | 9,92 (SB)  | Walter Dix (USA)              | 10,08       | Kim Collins (KNA)                             | 10,09     |
|                  |        |                                                                                            |            |                               |             |                                               |           |
| Moskva 2013      | Damer  | Shelly-Ann Fraser-Pryce (JAM)                                                              | 10,71 WL   | Murielle Ahouré (CIV)         | 10,93       | Carmelita Jeter (USA)                         | 10,94     |
| Moskva 2013      | Herrar | Usain Bolt (JAM)                                                                           | 9,77 SB    | Justin Gatlin (USA)           | 9,85 SB     | Nesta Carter (JAM)                            | 9,95      |
|                  |        |                                                                                            |            |                               |             |                                               |           |
| Peking 2015      | Damer  | Shelly-Ann Fraser-Pryce (JAM)                                                              | 10,76      | Dafne Schippers (NED)         | 10,81 (NR)  | Tori Bowie (USA)                              | 10,86     |
| Peking 2015      | Herrar | Usain Bolt (JAM)                                                                           | 9,79 (SB)  | Justin Gatlin (USA)           | 9,80        | Trayvon Bromell (USA) · Andre De Grasse (CAN) | 9,92      |
|                  |        |                                                                                            |            |                               |             |                                               |           |
| London 2017      | Damer  | Tori Bowie (USA)                                                                           | 10,85 (SB) | Marie-Josée Ta Lou (CIV)      | 10,86 (=PB) | Dafne Schippers (NED)                         | 10,96     |
| London 2017      | Herrar | Justin Gatlin (USA)                                                                        | 9,92 (SB)  | Christian Coleman (USA)       | 9,94        | Usain Bolt (JAM)                              | 9,95 (SB) |
|                  |        |                                                                                            |            |                               |             |                                               |           |
| Doha 2019        | Damer  |                                                                                            |            |                               |             |                                               |           |
| Doha 2019        | Herrar |                                                                                            |            |                               |             |                                               |           |

## Damer, bäst genom tiderna
Nedanstående lista är en förteckning över de löpare som avverkat 100 meter på en tid understigande 10,80 sekunder. Listan uppdaterades senast 2019-07-29.
| Pl. | Resultat | Löpare                   | Land                | Stad, datum                             | Anmärkning        |
| --- | -------- | ------------------------ | ------------------- | --------------------------------------- | ----------------- |
| 1   | 10,49    | Florence Griffith-Joyner | Förenta staterna    | Indianapolis 16 juli 1988               | Världsrekord      |
| 2   | 10,64    | Carmelita Jeter          | Förenta staterna    | Shanghai 20 september 2009              |                   |
| 3   | 10,65A   | Marion Jones             | Förenta staterna    | Johannesburg 12 september 1998          |                   |
| 4   | 10,70    | Shelly-Ann Fraser-Pryce  | Jamaica             | Kingston 29 juni 2012                   | Nationsrekord     |
| 4   | 10,70    | Elaine Thompson          | Jamaica             | Kingston 1 juli 2016                    | Nationsrekord     |
| 6   | 10,73    | Christine Arron          | Frankrike           | Budapest 19 augusti 1998                | Europarekord      |
| 7   | 10,74    | Merlene Ottey            | Jamaica             | Milano 7 september 1996                 |                   |
| 7   | 10,74    | English Gardner          | Förenta staterna    | Eugene 3 juli 2016                      |                   |
| 9   | 10,75    | Kerron Stewart           | Jamaica             | Rom 10 juli 2009 Berlin 17 augusti 2009 |                   |
| 9   | 10,75    | Sha'Carri Richardson     | Förenta staterna    | Austin 8 juni 2019                      |                   |
| 11  | 10,76    | Evelyn Ashford           | Förenta staterna    | Zürich 22 augusti 1984                  |                   |
| 11  | 10,76    | Veronica Campbell-Brown  | Jamaica             | Ostrava 31 maj 2011                     |                   |
| 13  | 10,77    | Irina Privalova          | Ryssland            | Lausanne 6 juli 1994                    | Nationsrekord     |
| 13  | 10,77    | Ivet Lalova              | Bulgarien           | Plovdiv 19 juni 2004                    | Nationsrekord     |
| 15  | 10,78    | Dawn Sowell              | Förenta staterna    | Provo 3 juni 1989                       |                   |
| 15  | 10,78    | Torri Edwards            | Förenta staterna    | Eugene 28 juni 2008                     |                   |
| 15  | 10,78    | Murielle Ahouré          | Elfenbenskusten     | Montverde 11 juni 2016                  |                   |
| 15  | 10,78    | Tianna Bartoletta        | Förenta staterna    | Eugene 3 juli 2016                      |                   |
| 15  | 10,78    | Tori Bowie               | Förenta staterna    | Eugene 3 juli 2016                      |                   |
| 14  | 10,79    | Xuemei Li                | Folkrepubliken Kina | Shanghai 18 oktober 1997                | Asiatiskt rekord  |
| 14  | 10,79    | Inger Miller             | Förenta staterna    | Sevilla 22 augusti 1999                 |                   |
| 14  | 10,79    | Blessing Okagbare        | Nigeria             | London 27 juli 2013                     | Afrikanskt rekord |

## Herrar, bäst genom tiderna
Nedanstående lista är en förteckning över de löpare som avverkat 100 meter på en tid understigande 9,90 sekunder. Listan uppdaterades senast 2019-07-29.
| Pl. | Resultat | Löpare              | Land                | Stad, datum                                                                   | Anmärkning        |
| --- | -------- | ------------------- | ------------------- | ----------------------------------------------------------------------------- | ----------------- |
| 1   | 9,58     | Usain Bolt          | Jamaica             | Berlin 16 augusti 2009                                                        | Världsrekord      |
| 2   | 9,69     | Tyson Gay           | Förenta staterna    | Shanghai 20 september 2009                                                    | Nationsrekord     |
| 2   | 9,69     | Yohan Blake         | Jamaica             | Lausanne 23 augusti 2012                                                      |                   |
| 4   | 9,72     | Asafa Powell        | Jamaica             | Lausanne 2 september 2008                                                     |                   |
| 5   | 9,75     | Justin Gatlin       | Förenta staterna    | Doha 15 maj 2015                                                              |                   |
| 6   | 9,78     | Nesta Carter        | Jamaica             | Rieti 29 augusti 2010                                                         |                   |
| 7   | 9,79     | Maurice Greene      | Förenta staterna    | Aten 16 juni 1999                                                             |                   |
| 7   | 9,79     | Christian Coleman   | Förenta staterna    | 31 augusti 2018                                                               |                   |
| 9   | 9,80     | Steve Mullings      | Jamaica             | Eugene 4 juni 2011                                                            |                   |
| 10  | 9,82     | Richard Thompson    | Trinidad och Tobago | Port of Spain 21 juni 2014                                                    | Nationsrekord     |
| 11  | 9,84     | Donovan Bailey      | Kanada              | Atlanta 27 juli 1996                                                          | Nationsrekord     |
| 11  | 9,84     | Bruny Surin         | Kanada              | Sevilla 22 augusti 1999                                                       | Nationsrekord     |
| 11  | 9,84     | Trayvon Bromell     | Förenta staterna    | Eugene 25 juni 2015 Eugene 3 juli 2016                                        |                   |
| 14  | 9,85     | Leroy Burrell       | Förenta staterna    | Lausanne 6 juli 1994                                                          |                   |
| 14  | 9,85     | Olusoji A. Fasuba   | Nigeria             | Doha 12 maj 2006                                                              | Afrikanskt rekord |
| 14  | 9,85     | Mike Rodgers        | Förenta staterna    | Eugene 4 juni 2011                                                            |                   |
| 17  | 9,86     | Carl Lewis          | Förenta staterna    | Tokyo 25 augusti 1991                                                         |                   |
| 17  | 9,86     | Frankie Fredericks  | Namibia             | Lausanne 3 juli 1996                                                          | Nationsrekord     |
| 17  | 9,86     | Ato Boldon          | Trinidad och Tobago | Walnut 19 april 1998 Aten 17 juni 1998 Aten 16 juni 1999 Lausanne 2 juli 1999 |                   |
| 17  | 9,86     | Francis Obikwelu    | Portugal            | Aten 22 augusti 2004                                                          | Europarekord      |
| 17  | 9,86     | Keston Bledman      | Trinidad och Tobago | Port of Spain 23 juni 2012                                                    |                   |
| 17  | 9,86     | Jimmy Vicaut        | Frankrike           | Saint-Denis 4 juli 2015                                                       | Europarekord      |
| 17  | 9,86     | Noah Lyles          | Förenta staterna    | Shanghai 18 maj 2019                                                          |                   |
| 17  | 9,86     | Divine Oduduru      | Nigeria             | Austin 7 juni 2019                                                            |                   |
| 25  | 9,87     | Linford Christie    | Storbritannien      | Stuttgart 15 augusti 1993                                                     | Nationsrekord     |
| 25  | 9,87 A   | Obadele Thompson    | Barbados            | Johannesburg 11 september 1998                                                | Nationsrekord     |
| 25  | 9,87     | Ronny Baker         | Förenta staterna    | Königshütte 22 augusti 2018                                                   |                   |
| 28  | 9,88     | Shawn Crawford      | Förenta staterna    | Eugene 19 juni 2004                                                           |                   |
| 28  | 9,88     | Walter Dix          | Förenta staterna    | Nottwil 8 augusti 2010                                                        |                   |
| 28  | 9,88     | Ryan Bailey         | Förenta staterna    | Rieti 29 augusti 2010 London 4 augusti 2012 London 5 augusti 2012             |                   |
| 28  | 9,88     | Michael Frater      | Jamaica             | Lausanne 30 juni 2011                                                         |                   |
| 32  | 9,89     | Travis Padgett      | Förenta staterna    | Eugene 28 juni 2008                                                           |                   |
| 32  | 9,89     | Darvis Patton       | Förenta staterna    | Eugene 28 juni 2008 Shanghai 20 september 2009                                |                   |
| 32  | 9,89     | Ngonidzashe Makusha | Zimbabwe            | Des Moines 10 juni 2011                                                       | Nationsrekord     |
| 32  | 9,89     | Akani Simbine       | Sydafrika           | Székesfehérvár 18 juli 2016                                                   | Nationsrekord     |